# Iahilnîțea, Ciortkiv
Iahilnîțea (în ucraineană Ягільниця) este o comună în raionul Ciortkiv, regiunea Ternopil, Ucraina, formată numai din satul de reședință.

## Demografie
Componența lingvistică a comunei Iahilnîțea
     Ucraineană (98,17%)
     Alte limbi (1,76%)
Conform recensământului din 2001, majoritatea populației comunei Iahilnîțea era vorbitoare de ucraineană (98,17%), existând în minoritate și vorbitori de alte limbi.

## Personalități născute aici
- Avraham Arie Leib Rosen (1870 - 1951), rabin în Fălticeni.